# トルイ家
トルイ家（トルイけ）は、チンギス・ハーンの四男トルイから始まる家系である。

## 概要
トルイはチンギスとその正妻ボルテの間に生まれた末子だった。モンゴルでは末子相続が慣例となっており、またトルイは常にチンギスに従って軍略・政略を学んだ智勇兼備の名士であり、チンギス没後には慣例に従ってモンゴル本土とその軍団の大半を引き継ぎ、監国として政務を仕切った。しかしトルイは後継者の地位をすぐ上の兄であるオゴデイに譲り、自らは兄の配下となった。
トルイは三峰山の戦いなど対金戦争などで多くの戦功を立て、トルイ家における強固な基盤を築き上げたが、1232年に病を得て急死した。家督は長男のモンケが継いだが若年のため、正妻のソルコクタニ・ベキが家政を行ない、トルイ家は一時雌伏する。
オゴデイによる西征が開始されると、モンケは従軍し、ジョチ家のバトゥと親密になる一方でオゴデイ家のグユクやチャガタイ家のブリらと深刻な溝を築いてしまう。1241年にオゴデイが死去すると、モンケはバトゥと共に次の皇位の座を狙ったが、グユクらオゴデイ派の介入により頓挫してグユクが第3代皇帝となり、ジョチ家と共にまたも不遇な立場に置かれた。
しかし1248年にグユクが死去すると、モンケはバトゥと共に再び蠢動し、オゴデイ家やチャガタイ家を抑えて1251年に第4代皇帝となる。そしてオゴデイ家など反対派を粛清して強力な独裁権を手中にし、トルイ家の全盛期を創出した。
モンケは1259年、南宋攻略の最中に陣没した。その後、後継者の地位をめぐって共にモンケの弟であるクビライとアリクブケによる内戦を経て、クビライが第5代皇帝となる（モンゴル帝国帝位継承戦争）。クビライは1271年に元朝を創始した。
モンケの系統はモンケ没後は不遇であり、モンケの遺児シリギは1276年に反乱を起こして鎮圧され、モンケ家は没落した。
クビライの系統は元朝が北走して北元になった後、トグス・テムルがアリクブケ家のイェスデルに殺されて消滅した。
モンケ・クビライの同母弟、アリクブケの同母兄であるフレグは、モンケの命令で西アジアやシリア方面に進出し、アッバース朝を滅ぼすなどしてイルハン朝を創始した。フレグ家は1335年に断絶し、イルハン朝も1353年までに消滅した。
アリクブケは継承戦争に敗れて間もなく死去したが、その長男のヨブクルはシリギと協力してクビライに反乱を起こした。その後、1世紀を経てイェスデルがクビライ家に復讐している。また、フレグ家が断絶した後、一族からイルハン朝の君主となっている者も存在する。
このようにトルイ家はトルイの没後、その息子たちによって隆盛が築かれた。トルイは元朝において、皇帝の父として睿宗の廟号を贈られている。